# Galaxy Express 999
"Galaxy Express 999" ( japanski 銀河鉄道999 Ginga Tetsudō Surī Nain ) je anime ZF serija iz 1978. snimljena po popularnoj istoimenoj mangi čiji je autor Leiji Matsumoto.

## Ekipa
Režija: Nobutaka Nishizawa
Glume: Masako Nozawa( Tetsuro Hoshino ), Masako Ikeda ( Maetel ), Kaneto Kimotsuki ( Konduktor vlaka ), Hitoshi Takagi ( Pripovjedač ) i drugi.

## Radnja
Godina je 2221. i Zemlja se je jako razvila. Zahvaljujući tehnologiji ljudi su dobili mogućnost zamijeniti svoja tijela od mesa i krvi s mehaničkim tijelom, čime bi se njihov život produžio za stotine godina. No u gradu Megalopolisu i drugdje samo si bogati mogu priuštiti kupiti tijela robota, dok su siromašni ljudi izbačeni iz grada i natjerani da rade teške poslove. Dječak Tetsuro se zajedno sa svojom majkom uputio prema vlaku Galaxy Express jer postoji legenda da taj vlak vozi prema planetu Andromeda na kojemu se može dobiti besplatno mehaničko tijelo. 
No na njihovom putu usred zime ih napadnu zli kiborzi i ubiju majku. Tetsuro biva spašen od tajnovite plavokose žene Maetel te uzme laser s kojim iz osvete upadne u kolibu zlih kiborga te ih uništi. Maetel je tajnovita te mu da besplatnu kartu za Galaxy Express i sama se uputi s njim. Prva stanica vlaka je Mars gdje Tetsuro biva svjedokom tragične ljubavne veze mlade Vreme i Geronima koji su požalili što su zamijenili svoja prava tijela za mehanička. Druga stanica je Saturnov satelit Titan na kojem Maetel biva oteta od zločinaca, ali ju oslobodi Tetsuro. Daljnja stanica je smrznuti grad na Plutonu gdje se nalazi groblje tijela koje su ljudi odbacili kako bi bili roboti. Kako su daljnje stanice izvan Sunčeva sustava na drugim planetima, Tetsuro otkriva da mehanička tijela nisu rješenje za sve probleme, te da su mnogi ljudi požalili što više nemaju tijela od krvi i mesa. Konačno, Tetsuro stigne do planeta Andromeda, gdje ga čeka neugodno iznenađenje...

## Kritika
Poput većine animea koje je napisao Leiji Matsumoto, i "Galaxy Express 999" je stekao veliku reputaciju i kultno sljedbeništvo obožavatelja. Poklonici su hvalili maštovitost priče ( primjerice, smrznuti grad na Plutonu ), šarmantno naivne elemente koji lome zakone fizike ( prijevozno sredstvo u kojem se voze junaci po svemiru izgleda poput starog vlaka ), dodir tragedije u kojem Tetsuro nakon svojeg dugog putovanja shvati mu da zamjena svojeg tijela s mehaničkim neće riješiti probleme pri čemu Maetel figurira kao "dobar duh" koji će mu prenijeti tu poruku, dramaturški dodir i nostalgični šarm. Tako je kritičar na siteu Themanime.org u svojoj recenziji napisao: "Ovo je priča o odrastanju i pronalaženju svojeg mjesta u velikom planu sudbine. Galaxy Express 999 je uz to i prava pustolovina. Jedna od vrlina ove serije je da koliko god čudni planeti izgledali na koje slijeće vlak, oni ipak nešto ostavljaju kod junaka Tetsura, bilo to doslovno ili simbolično. Lijepa strana ove serije je da zna kako ispasti neutralna i dopustiti gledatelju da sam izvuče svoj moralni zaključak". Pobornici su pak prigovarali da je priča anemična i s preko 100 epizoda predugačka i dosadna s obzirom na to da se formula priče za svaku epizodu ponavlja, zatim ukočenu animaciju, tendenciozno nasilje i zastarjelost.

## Vanjske poveznice
- T.H.E.M. anime.org
- Imdb.com